# U-2365
U-2365 — подводная лодка типа XXIII кригсмарине времён завершения Второй мировой войны.
Собрана на верфи «Deutsche Werft» в Гамбурге.
Вступила в строй 2 марта 1945 года. Входила в 4 флотилию, для подготовки экипажа к боевым действиям. Боевых походов не совершала. 8 мая 1945 года, чтобы не досталась врагу, затоплена собственным экипажем в проливе Каттегат.
Поднята в июне 1956 года силами ФРГ.
Подвергнута модернизации — двигатель заменен на Mercedes-Benz MB820S1 1×635 л. с., э.д. 1×580 л. с., лодка стала длиннее на 1,4 метра. Экипаж возрос до 17 человек.
15 августа вступила вновь в строй с переименованием Hai, считалась учебной. Стала первой подводной лодкой бундесмарине со времени окончания Второй мировой войны.
14 сентября 1966 года, в результате сильного шторма, затонула в районе банки Доггер. Через 14 часов после гибели лодки английский траулер поднял на борт повара субмарины — старшего матроса Сильбернагеля.
24 сентября поднята. В 1968 году была разрезана на металлолом.